# Homonopsis
Homonopsis är ett släkte av fjärilar. Homonopsis ingår i familjen vecklare.
Kladogram enligt Catalogue of Life:
| Homonopsis | \| \| Homonopsis foederatana \| \| \| \| \| \| Homonopsis illotana \| \| \| \| \| \| Homonopsis rubens \| \| \| \| |
|            | \| \| Homonopsis foederatana \| \| \| \| \| \| Homonopsis illotana \| \| \| \| \| \| Homonopsis rubens \| \| \| \| |
|            | Homonopsis foederatana                                                                                             |
|            | |
|            | Homonopsis illotana                                                                                                |
|            | |
|            | Homonopsis rubens                                                                                                  |
|            | |